# Мілано (Техас)
Мілано (англ. Milano) — місто (англ. city) в США, в окрузі Майлем штату Техас. Населення — 390 осіб (2020).

## Географія
Мілано розташоване за координатами 30°42′18″ пн. ш. 96°51′7″ зх. д. / 30.70500° пн. ш. 96.85194° зх. д. (30.705110, -96.852074).  За даними Бюро перепису населення США в 2010 році місто мало площу 5,15 км², з яких 5,14 км² — суходіл та 0,01 км² — водойми. В 2017 році площа становила 4,74 км², з яких 4,73 км² — суходіл та 0,01 км² — водойми.

## Демографія
Згідно з переписом 2010 року, у місті мешкало 428 осіб у 150 домогосподарствах у складі 117 родин. Густота населення становила 83 особи/км².  Було 185 помешкань (36/км²).
Расовий склад населення:
| - 83,6 % — білих - 7,7 % — чорних або афроамериканців - 4,7 % — осіб інших рас |

До двох чи більше рас належало 4,0 %. Частка іспаномовних становила 18,0 % від усіх жителів.
За віковим діапазоном населення розподілялося таким чином: 30,4 % — особи молодші 18 років, 56,3 % — особи у віці 18—64 років, 13,3 % — особи у віці 65 років та старші. Медіана віку мешканця становила 35,0 року. На 100 осіб жіночої статі у місті припадало 120,6 чоловіків;  на 100 жінок у віці від 18 років та старших — 114,4 чоловіків також старших 18 років.
Середній дохід на одне домашнє господарство  становив 42 883 долари США (медіана — 28 194), а середній дохід на одну сім'ю — 48 038 доларів (медіана — 33 125). За межею бідності перебувало 31,5 % осіб, у тому числі 51,5 % дітей у віці до 18 років та 10,9 % осіб у віці 65 років та старших.
Цивільне працевлаштоване населення становило 142 особи. Основні галузі зайнятості: транспорт — 14,1 %, будівництво — 14,1 %, роздрібна торгівля — 13,4 %.